# Tongfan (köpinghuvudort i Kina, Jiangxi Sheng, lat 28,31, long 118,31)
Tongfan (kinesiska: 桐畈) är en köpinghuvudort i Kina. Den ligger i provinsen Jiangxi, i den sydöstra delen av landet, omkring 240 kilometer öster om provinshuvudstaden Nanchang. Antalet invånare är 34 682. Befolkningen består av 16 986 kvinnor och 17 696 män. Barn under 15 år utgör 28,0 %, vuxna 15-64 år 62 %, och äldre över 65 år 9,0 %.
Runt Tongfan är det ganska tätbefolkat, med 86 invånare per kvadratkilometer. Närmaste större samhälle är Hengshan, 11,1 km väster om Tongfan. I omgivningarna runt Tongfan växer i huvudsak blandskog.
Genomsnittlig årsnederbörd är 2 682 millimeter. Den regnigaste månaden är juni, med i genomsnitt 514 mm nederbörd, och den torraste är oktober, med 39 mm nederbörd.